# Gorleben
Gorleben es un pequeño municipio en Gartow, distrito de Lüchow-Dannenberg, noreste del Estado de Baja Sajonia.
El primer registro de la población de Gorleben data de 1360, cuando los legisladores de la vecina población de Dannenberg señalan la existencia de un castillo en la zona. El nombre de "Gorleben" proviene etimológicamente de Goor ("montaña"; en eslavo) y leben ("herencia").
El pueblo es internacionalmente conocido por albergar un polémico cementerio nuclear. En la actualidad, se utiliza como almacén temporal de residuos nucleares, pero está diseñado para, en un futuro, ser una de los dos instalaciones de almacenamiento geológico profundo de Alemania, aprovechando el domo salino de Gorleben. Desde los años 70, ha sido foco de duras protestas por parte de ecologistas y lugareños.

## Geografía

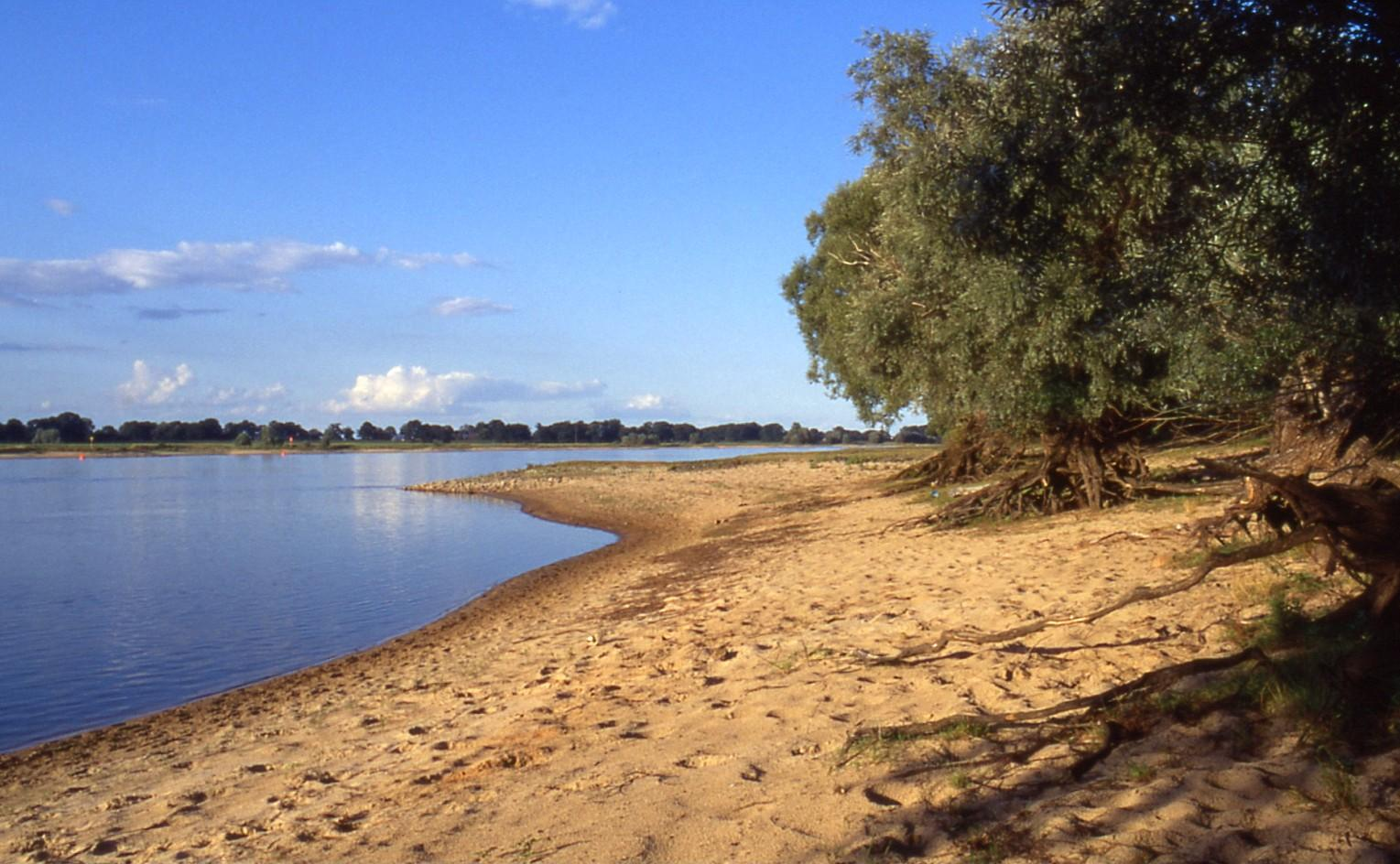
El río Elba a su paso por Gorleben

Esta pequeña localidad se sitúa en la orilla izquierda del río Elba, a unos 20 metros sobre el nivel del mar. El enclave, rodeado en todas direcciones, salvo el sur, por el río Elba, está catalogado como Reserva de la Biosfera y se conoce como Campos del Valle del Elba de la Baja Sajonia. Al sur, se halla un gran bosque de coníferas, llamado Gartower Tannen, que constituye el mayor bosque de propiedad privada del país. La zona, propiedad de Graf Bernstorff von Gartow, está formada por elevaciones de areniscas arrastradas por procesos periglaciares.
Toda la región, hasta las montañas de Drawehn al oeste, forma parte del valle glaciar del Elba, que surgió tras la última Era Glacial. Biogeográficamente, el área pertenece a la provincia "D 29 Wendland und Altmark".
Cabe destacar un punto de alto interés geológico: la morrena terminal de Höhbeck, la cual forma una isla en medio del valle glacial del Elba.

## Almacén temporal centralizado
Gorleben es conocida internacionalmente por los planes del gobierno alemán de llevar a cabo un almacén profundo para los residuos nucleares de las centrales nucleares del país. Estos son primero reprocesados en el Centro COGEMA de la Hague, Francia, y posteriormente reenviados a Alemania para su almacenamiento.
En un principio, la industria nuclear proyectó la construcción de una planta de reprocesamiento nuclear en la vecina localidad de Dragahn, al oeste de Dannenberg, y de una central nuclear en Langendorf, jundo al Elba. No obstante, ambos planes no se pudieron llevar a cabo.
En los bosques de las cercanías de Gorleben, existen pues cuatro instalaciones nucleares: un almacén temporal centralizado, una planta de almacenamiento que emite calor, una planta de acondicionamiento y una estación piloto en un diapiro.

### Almacén temporal centralizado

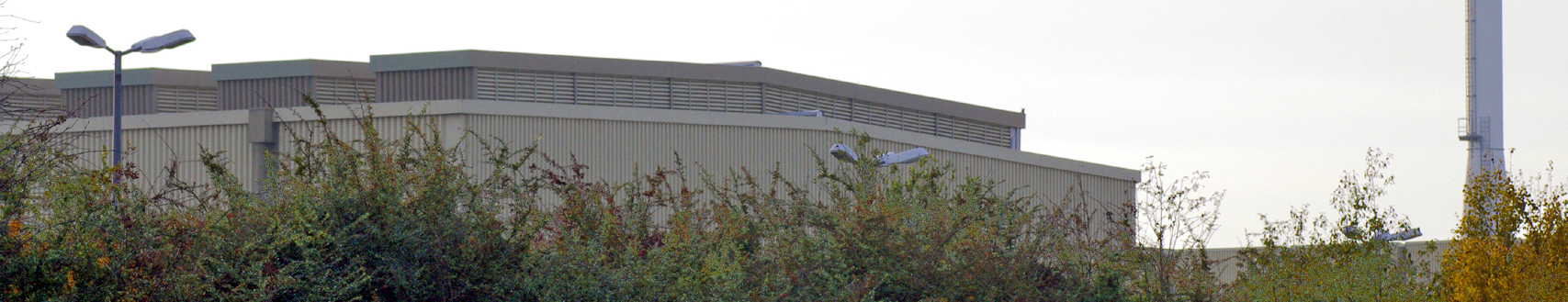
Contenedores de transporte para residuos de alta actividad.

En la actualidad, hay en Gorleben dos almacenes temporales centralizados. La unidad de almacenamiento de contenedores de transporte (Transportbehälterlager Gorleben) se destina al combustible nuclear agotado y a los elementos vitrificados altamente radioactivos de las plantas de reprocesamiento. Estos materiales se introducen en barriles estancos que son apilados en un hangar y refrigerados por el aire envolvente. En esta planta, se pueden almacenar hasta 420 de estos contenedores.
En la otra planta (Abfalllager Gorleben), se guardan los deseschos procedentes de la investigación, la industria y la producción de energía, pero que emiten bajas cantidades de calor. 

### Proyecto de almacenamiento definitivo

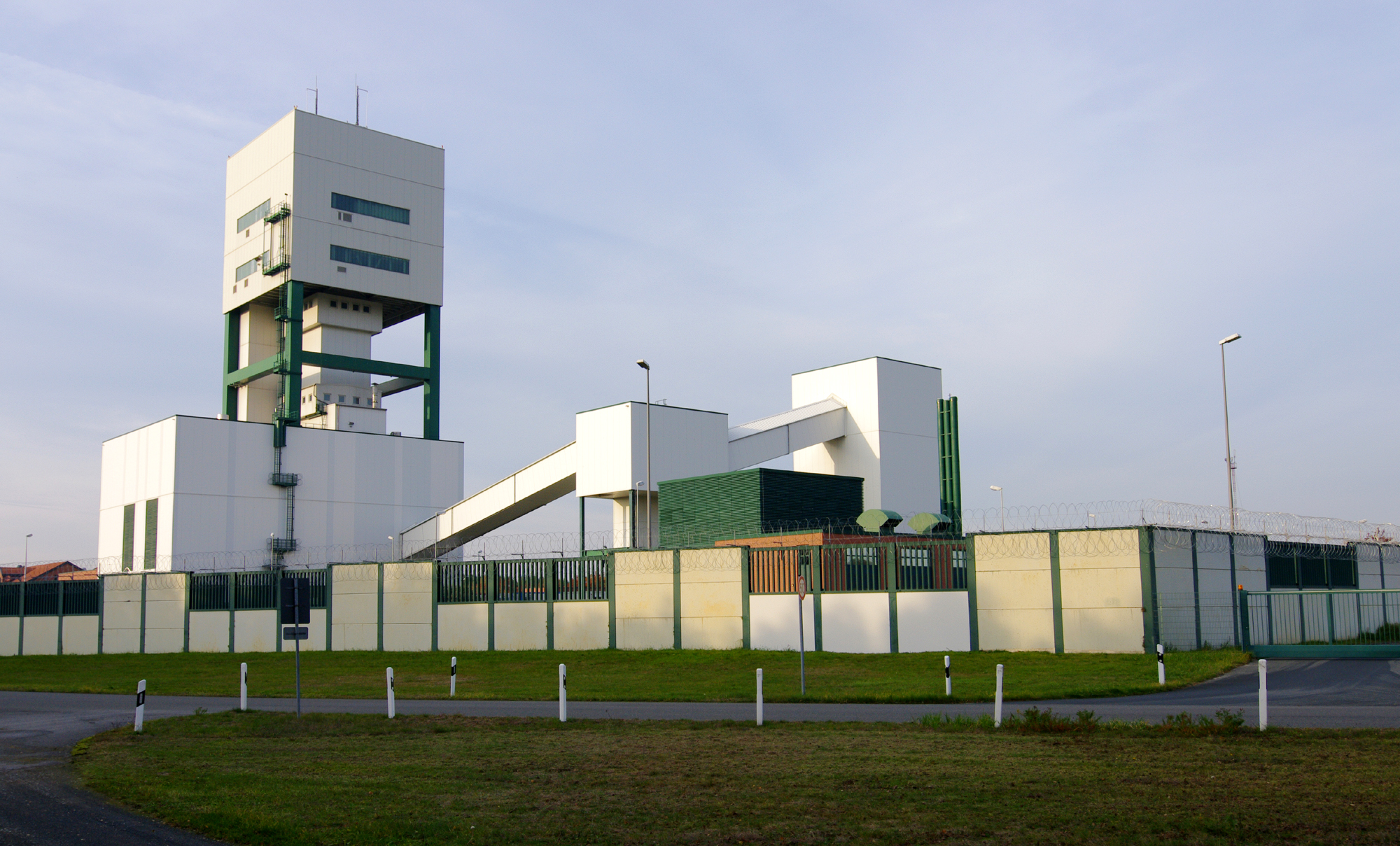
Mina de exploración para el almacenamiento final de los residuos altamente radiactivos.

El domo salino de Gorleben se ha propuesto como el mejor emplazamiento para la construcción de un almacén geológico profundo por la Sociedad Alemana para la Gestión de los residuos nucleares (DBE mbH). En la actualidad, existe allí una planta piloto, aunque no se ha tomado una decisión firme al respecto. La propuesta fue hecha en 1977 por el Ministro presidente de Baja Sajonia, Ernst Albrecht (CDU), basada en criterios políticos y económicos, pero sobre todo debido a la proximidad con la entonces República Democrática Alemana y a la baja densidad de población del lugar.
Independientemente de la localización del proyecto, la elección de halita como sustrato para un almacén definitivo eliminó otros posibles emplazamientos graníticos o arcillosos. Las prospecciones exploratorias, que se llevaron a cabo entre 1979 y 1999, demostraron la no idoneidad del diapiro de Gorleben como, debido a la inestabilidad del techo del estrato y al alto nivel freático de la zona. 
Un ejemplo de esta inestabilidad es el "Gorleben Rut", una grieta de origen glaciar que discurre a 320 m bajo la superficie, muy cerca del techo del domo. Esto significa que este punto presenta debilidad, puesto que la capa esperada de varios centros de metros de potencia de arcillas del Oligoceno no está presente y, por ella se infiltra el agua lluvia. Según la Oficina Alemana para la Protección Radiactiva (BfS), esto se trata de un requisito mínimo para la instalación de un almacén definitivo con un sistema de protección multicapa. Estos estratos arcillosos fueron destruidos en su basamento durante la formación del diapiro y erosionados y rellenados en el techo por procesos glaciares durante la última glaciación. 
Otro descubrimiento llevado a cabo durante la fase de exploración fue que las aguas subterráneas bajo el domo salino afloran en la superficie, de manera que, en caso de contacto con el material radiactivo allí almacenado, se produciría la contaminación de la misma. Además, existe riesgo de lixiviación en el estrato evaporítico, lo que podría producir un colapso de la formación, provocando la aparición de dolinas en superficie. Existen numerosos ejemplos de este suceso en diapiros en Alemania, incluida la depresión de 10 km de longitud de la parte nororiental del domo de Gorleben, donde se encuentran los lagos salinos de Rudower y Rambower, este último ya colmatado.
De acuerdo con parámetros geológicos e hidrogeológicos, el emplazamiento de Gorleben se clasificó como poco adecuado para instalaciones de este tipo. Algunas voces críticas incluso denunciaron que la fase de exploración se trataba en realidad de la construcción encubierta de la unidad de almacenamiento.
Pese a estos hechos, las siguientes exploraciones no se cancelaron, aunque sí se impuso una moratoria desde octubre de 2000 para resolver cuestiones acerca del diseño del depósito final y su seguridad. 
En 2010, Angela Merkel eliminó la moratoria prospectiva y el proceso se retomó, produciendo multitudinarias protestas. 

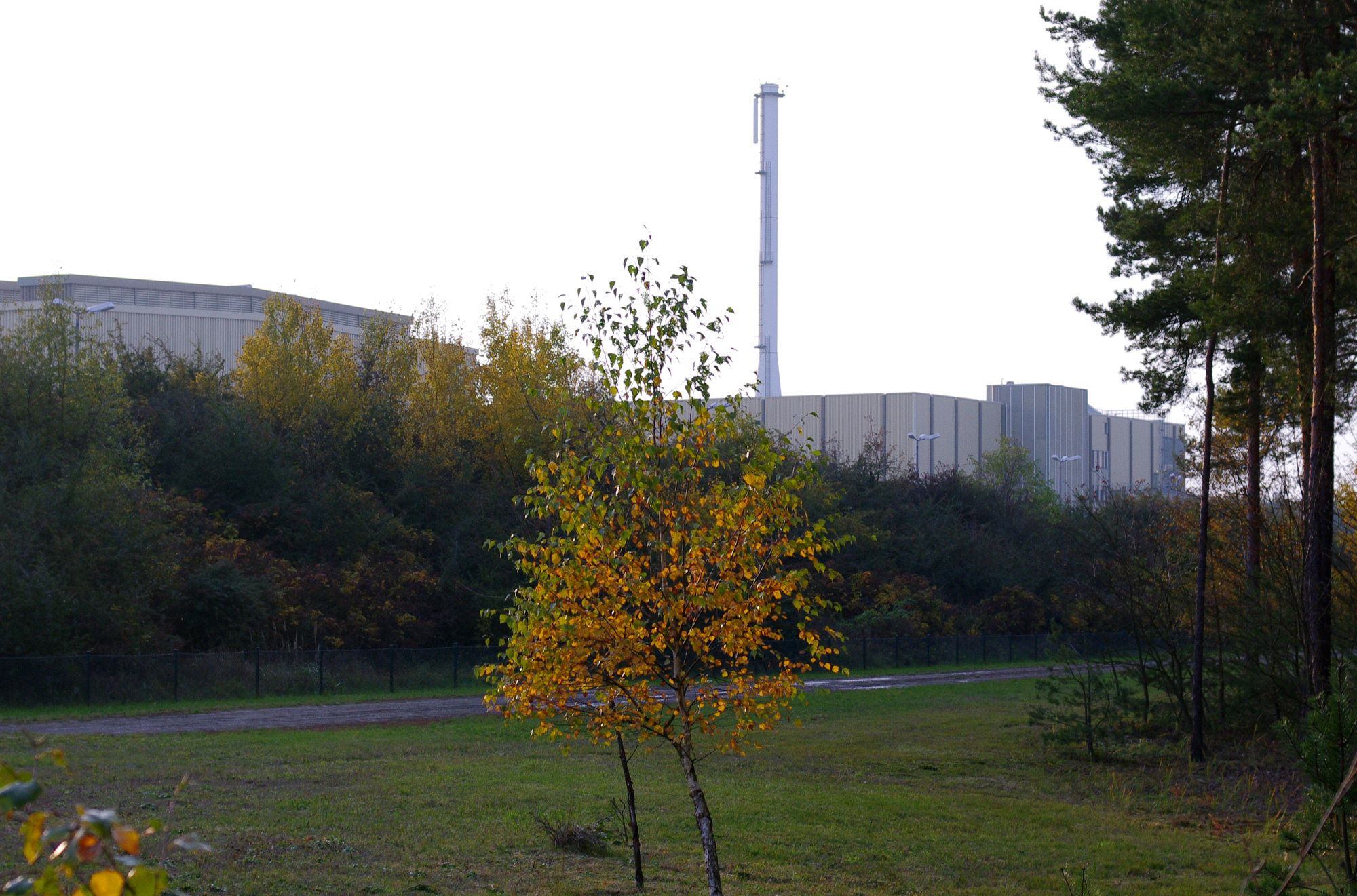
Planta piloto de acondicionamiento de Gorleben.

### Planta piloto de acondicionamiento
Cerca de la zona de exploración y del almacén temporal, existe una planta piloto de acondicionamiento. Aquí se realizan diferentes pruebas para el adecuado almacenaje final del combustible nuclear vitrificado, así como la reparación de los contenedores de almacenamiento temporal.

### Protestas

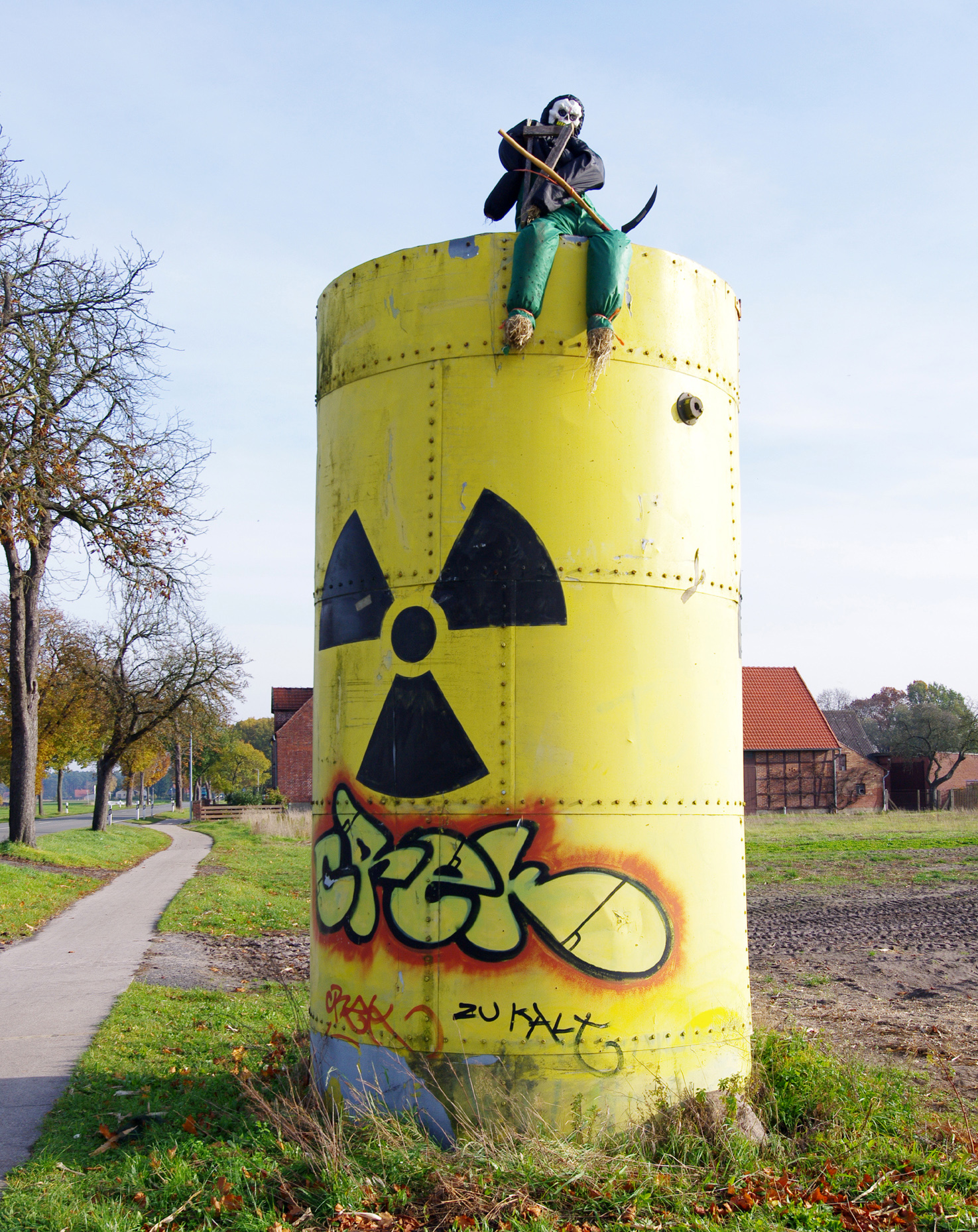
Protesta.

Ya desde el comienzo de la construcción del primer almacén y las prospecciones, surgieron protestas a nivel local y nacional.
El 3 de mayo de 1980, se fundó simbólicamente la Micronación de la "República Libre de Wendland" (Republik Freies Wendland) y se levantó un pueblo de casetas en la zona de exploración. Gerhard Schröder, el entonces dirigente de las juventudes del SPD y, posteriormente, presidente de Alemania, lanzó un discurso en su apoyo. El 6 de junio, la policía entró en el campamento y lo deshizo.
En noviembre de 2008, un cargamento de desechos nucleares con destino a Gorleben fue retrasado por las protestas de un gran número de activistas. Más de 15.000 personas formaron parte de las protestas, en que se bloqueó la ruta con tractores y "sentadas". En noviembre de 2010, se volvieron a repetir las protestas por el mismo motivo.
Las localidades de Gorleben y Gartow reciben anualmente compensaciones económicas (Gorleben-Gelder). La industria nuclear y la mayor parte del CDU y del FDP, incluida la presidenta Angela Merkel, apoyan la exploración de este emplazamiento (sin la búsqueda de otras posibilidades) y la utilización internacional del diapiro de Gorleben como cementerio nuclear definitivo de residuos altamente radiactivos.